# Pedro José Ramírez
Pedro José Ramírez Codina, plus connu sous le nom de Pedro J. Ramírez (prononcé en espagnol Pedro Jota Ramírez), né à Logroño le 26 mars 1952, est un journaliste espagnol. Il est l'un des fondateurs du quotidien de centre-droit El Mundo qu'il a dirigé pendant 25 ans (depuis sa fondation le 23 octobre 1989 jusqu'au 2 février 2014) et à la tête duquel il a acquis une grande notoriété au début des années 1990, en dénonçant les liens du gouvernement de Felipe González avec les Groupes antiterroristes de libération et certaines affaires de corruption. Depuis 2015, il dirige le site d'actualité El Español.
Il est divorcé et vit avec la couturière Ágatha Ruiz de la Prada.

## Carrière professionnelle

### Jeunesse et formation
Il a fait son primaire et son collège à l'école des frères Maristas de Logroño pendant 13 ans. Il a fait une première année de droit tout en étudiant le journalisme à l'université de Navarra. En 1973, il déménage aux États-Unis pour exercer pendant l'année 73-74 le métier de professeur de littérature espagnole contemporaine à Lebanon Valley College (Pennsylvanie) qui l'a nommé docteur "honoris causa" en 1996. 

### Débuts professionnels
Entre 1975 et 1980, il a travaillé au journal ABC et le 17 juin 1980, à 28 ans, il fut nommé directeur du périodique Diario 16 qui connaissait à ce moment-là de sérieuses difficultés. Sous sa direction, il n'évita pas seulement la fermeture, mais il en fit un des trois principaux journaux espagnols.
En 1986, il fut nommé directeur des publications du Grupo 16. Il fut élu président de l'institut international de presse  espagnol et en septembre 1988, il fut nommé membre du comité exécutif de celui-ci. Le 8 mars 1989, il arrêta sa fonction de directeur de Diario 16.
Son parcours à la tête de Diario 16 s'est vu noirci par de nombreux procès pour injures, mensonges et calomnies. Le plus grave lui valut une condamnation par le tribunal suprême le 4 octobre 1993 à une peine de privation des libertés et une interdiction d'exercer la profession de journaliste. 

### El Mundo
Le 23 octobre 1989, 7 mois après avoir été destitué de Diario 16, il fonda avec Alfonso de Salas, Balbino Fraga et Juan Gonzalez le journal El Mundo del siglo XXI, qui se définit comme étant de tendance libérale et qui une décennie plus tard devint un des journaux les plus tirés d'Espagne. 
Durant les années 1990, El Mundo fut remarqué par ses reportages sur les scandales de corruption des gouvernements socialistes successifs et surtout pour ses révélations exclusives sur les groupes anti terroristes de libération. La cour a reconnu que des fonctionnaires du gouvernement espagnol avaient commandité l'assassinat de plusieurs membres de l'ETA.
Le 20 juin 2002, les principaux syndicats provoquèrent une grève générale qui fut appuyé par une bonne partie du personnel du El Mundo à Torrejon de Ardoz (Madrid) empêchant la distribution des journaux. La distribution des journaux a pu se faire grâce à la police qui a transporté les journaux dans un lieu sécurisé.  Cet événement donna lieu à une dénonciation par Francisco Frechoso, un des rédacteurs qui soutenaient la manifestation et qui participa le 21 juin à une réunion de discussion, durant laquelle il a affirmé que le journal avait caché des informations sur l'incidence de la grève au sein de la rédaction, et a critiqué l'implication de la police dans la grève. 
La sentence émise le 26 mai 2003, fut contraire à Francisco Frechoso qui fit appel et perdit à nouveau le 28 décembre 2004. Finalement le 21 mai 2007, le tribunal constitutionnel rendit son jugement en faveur de Frechoso lui reconnaissant son droit à la liberté d'expression.
En juillet 2005, s'ouvrit une affaire contre lui pour avoir refusé de livrer au juge Juan del Olmo la copie de l'instruction à propos des attentats du 11 mars 2004 qu'il avait en sa possession. Le 13 septembre de la même année, l'affaire fut close grâce à l'article 20 de la constitution qui établit le droit à informer librement protégeant l'attitude du journaliste.
À partir de septembre 2010, il commence à présenter le programme de télévision La vuelta al mundo sur la chaîne VEO7. 
En tant que directeur, il a lancé une plate-forme numérique payante, Orbyt, et un journal en ligne, El Mundo de la Tarde. Il a également continué à enquêter sur les cas de corruption tels que le financement illégal du parti populaire espagnol (PP) où le cas Noos, qui a concerné l'Infante Cristina.

## Publications

### en espagnol
- Así se ganaron las elecciones. (1979)  (ISBN 978-84-320-0288-5) e  (ISBN 978-84-287-0488-5)
- Prensa y libertad. (1980)  (ISBN 978-84-7209-104-7)
- Todo un rey. (1981) (en colaboración con los periodistas Pilar Cernuda, José Oneto y Ramón Pi)  (ISBN 978-84-85861-01-9),  (ISBN 978-84-226-1300-8) e  (ISBN 978-84-226-1804-1)
- El año que murió Franco. (1985)  (ISBN 978-84-01-33285-2)
- La rosa y el capullo: cara y cruz del felipismo. (1989)  (ISBN 978-84-320-7542-1)
- El mundo en mis manos. (1991) avec la journaliste Marta Robles  (ISBN 978-84-253-2248-8)
- España sin proyecto: la década felipista. (1993)  (ISBN 978-84-460-0205-5)
- David contra Goliat: jaque mate al felipismo. (1995)  (ISBN 978-84-7880-539-6)
- Amarga victoria: la crónica oculta del histórico triunfo de Aznar sobre González. (2000)  (ISBN 978-84-08-03653-1) e  (ISBN 978-84-9734-427-2)
- El desquite: los años de Aznar (1996-2000).  (ISBN 978-84-9734-181-3)
- Mis 100 mejores cartas del director: 25 años en la vida de España (1980-2005).  (ISBN 978-84-9734-329-9)
- El primer naufragio:El golpe de estado de Robespierre, Danton y Marat contra el primer parlamento elegido por sufragio universal masculino. (2011)  (ISBN 978-84-9970-080-9)
- La desventura de la libertad. (2014)  (ISBN 978-84-9060-123-5)

### en français
- Le coup d'État : Robespierre, Danton et Marat contre la démocratie [« El primer naufragio:El golpe de estado de Robespierre, Danton y Marat contra el primer parlamento elegido por sufragio universal masculino »] (trad. de l'espagnol par Geneviève Naud), Paris, Éditions Vendémiaire, 2014, 992 p. (ISBN 978-2-36358-143-3)